# 十劍大神流
十劍大神流とは山邊春正（やまべはるまさ）が明治時代に開いた柔術、居合、剣術、薙刀、棒を含む総合武術の流派である。
男型と女型の二種があり、女型を十剣大神流女式という。

## 歴史

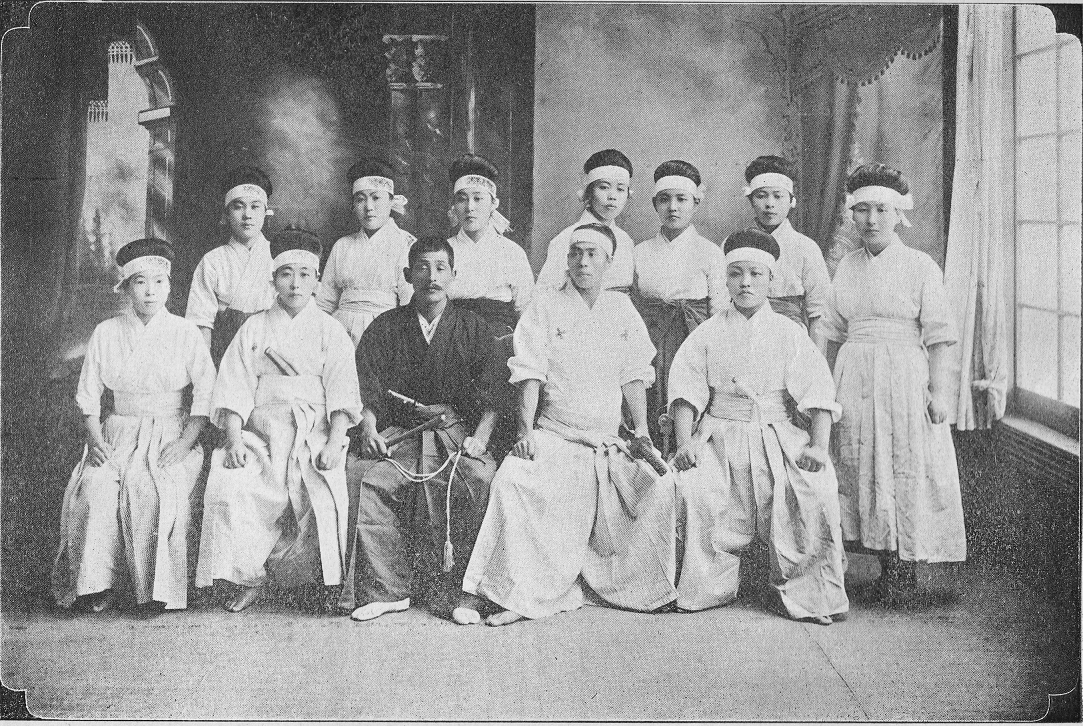
十剣大神流女子武道奨励會
明治39年（1906年）の写真
前列中央 山邊春正

遠祖を常陸坊海尊としている。流祖は、武蔵国の山邊春正（乾尊軒）である。山邊の父祖は徳川家軍学の師の末裔であるとされる。
山邊の母は八重垣流薙刀を伝えた家系であり、家に伝わる古文書の中に源九郎より海尊に誓言した「兵法入門書竝兵法巻物」等を発見しこれによって鞍馬の流系であることを覚った。弱冠にして秩父の山中で修業、工夫して奥妙に達し十劍山神流（じっけんやまがみりゅう）を創始した。後に流名を十劍大神流に改名した。諸国を遍歴周遊の後、演武場を開き十剣大神流を教授した。その後道場を大井元芝に移し武術の研究と門下生の指導を行った。
男型と女型の二種類があり、陸軍士官学校柔道教官だった際にフランス人と同法を試みて一種の工夫を案出し女型の柔道を発明した。これを十剣大神流女式という。
十劍というのは双手の十指をなぞらえた名称である。
何らかの武術を修得した後に開いたと考えられるが、元になった流派は明らかにされていない。
『乗りものト運動4』に掲載された記事によると道場は東京都大井町元芝町825番地の小さい西洋館の中にあり、部屋は五間真四角の形で正面に天照皇大神宮と天皇を祭り木瓜桐の紋入の幕が張ってあったとされる。1922年時点で山邊春正は56歳であった。山邊春正は剣術柔術以外に薙刀、槍、棒なども修得していた。山邊の先祖は常陸坊海尊であり、父は彰義隊に所属していた。山邊の父は上野戦争で敗れた後、中野の母のもとへ潜んでいた。この時、官軍に踏み込まれたので母が咄嗟に懐剣で二人殺し父を逃したという。三歳の時から大井町に移住し各所に奉公していたが十七歳の時に神隠しにあい三か月目に大井町鮫洲に帰った。これから何となく山が恋しくなり、それから武術修行に心変わりし木曽の裏山、埼玉の武庫山などに入り30歳まで一人で修行したと述懐している。
山邊春正は1923年（大正12年）に亡くなった。その後の活動は不明であるが、綿谷雪が編纂した『武芸流派大事典』には、山邊春正→伊藤芳太郎→伊藤博一という伝系が記載されている。

## 十劍大神流に関する話

### フランス軍艦での試合
山邊春正の門人にフランソワーというフランス人がいた。フランソワーは明治初年に造船創設の技師として招聘され、後に陸軍士官学校教官となった人物である。フランソワーは明治22年に山邊の門人となった。フランソワーはフランス武官に武術の精妙を説いており、これに動かされてフランス公使やフランス大使なども山邊の門下に加わった。その評判はフランス軍人に伝わり日本に来る者は柔術を修めて帰国の土産としていたとされる。
1906年5月（明治39年）フランス極東艦隊の横浜入港の際にモントカルム号艦長のマリーと司令官リッシャンがフランソワーを介して山邊春正の柔術の見学とフランス水兵との試合を申し入れてきた。1906年5月5日に山邊春正は承諾して高弟の金子正光と小峰明十を随伴して横浜に出張しモントカルム艦でボクサーと対抗試合してこれを破った。さらに一人の水兵が死に物狂いとなり抜刀して切り込んできたのを身を躱して防ぎ止めたことにより900の艦員の膽を挫いたとされる。技量に驚嘆した艦長は山邊に向かい随行の両人いずれでも師範役として雇い入れたいと交渉し、小峰明十が推薦されてモントカルム鑑に乗り込み5月14日に横浜を出港した。
小峰はフランス極東艦隊が中国航海途上の五か月間に十剣大神流の教授を行い1906年11月に帰国した。

### イギリス大使館での演武
1906年（明治39年）イギリスのコンノートが来日した際に十剣大神流を台覧に供した。2月23日、イギリス大使館において夜会余興で山邊春正一門の武術試合が行われた。
山邊春正と女式師範の野口歌子が陸軍士官学校教官フランソワー、英国大使館附武官バーシング夫人、英国伯爵夫人コロレド他外国婦人に武術教授をしていた関係から御前試合の機会を得た。

### 御前試合の種類
女型乱取
野口歌子、金子正光
女が歩む後ろより突然捕えようとする手を強く払う
袂取
野口歌子、金子正光
半棒で打撃してきた男を女が軽く身を躱し打ち込む棒を袂で自在に弄び袂を護身用とする。
眞劍白刃取
山邉春正、野口歌子
白刃を振り被り真向より切り下すを婦人が巧みに白刃を潜りつつもぎ取る。
男型眞劍白刃取
山邉春正、金子正光
紫電一閃前後左右を薙ぎ廻る白刃の中を潜り敵に組み付いて刃物を奪う。

## 十劍大神流の門人
野口歌子（野口吉永）
十劍大神流女式師範
1875年（明治8年）生まれ。号は吉永という。
東京裁縫女学校出身
粕川廩子
十劍大神流女式師範
1874年（明治七年）生まれ。
日暮里で多数の女子に指南していた。1911年頃（明治44年）に「粕川女塾」を開き上流階級の婦人、令嬢、外国女性に女式柔術を教授した。外国婦人の弟子にはフランス大使館アンドレー夫人、米国の教育家ブラット譲、英国人のアンナカルスなどがいた。
江木欣々
粕川廩子の弟子。1917年4月5日に免許皆伝を授かる。
芳口りう子（芳口光永）
十劍大神流女式師範
1883年（明治16年）富山県富山市に生まる。号は光永という。
芳口かつ子
三橋たま子
金子正光
十劍大神流師範
司法大臣の松室致に居合を教えていたことがある。
小峯明十（小峰榮助）
フランス極東艦隊モントカルム艦で柔術を教授する。
山本正國
伊藤正實
伊藤芳太郎
1880年（明治13年）に生まれる。明治39年に山邊春正の門に入る。
花野正雄
フランソワー
明治初年に造船創設の技師として招聘され、後に陸軍士官学校教官となった人物である。フランソワーは明治22年に山邊の門人となった。
ジュールアンマン
フランス大使
マリチニー
キャットリーナ
米国大使ライトの令嬢
粕川凜子の門人
コロレート
オーストリア公使館の人。戸塚派楊心流の深井子之吉の弟子。

## 内容
剣法
居合術（意合術）
清メ蟇目　　　　一本
眞之位　　　　　一本
天劍（立抜）　　五本
地劍（座抜）　　五本
春日劍　　　　　五本
五精劍　　　　　十本
地スリ星眼劍　　二本
敵分劍　　　　　一型
眞之闇劍　　　　五本
抜打納メ口劍　　五本
懐劍居合
立抜　　十本
坐抜　　十本
眞剣仕合型
眞劔白刄捕　二十本
右𣠽止抜突、左𣠽止抜突
引抜突、不動突、擦違
切込捕當身、切込當身
抜身捕、襟抑抜突
小手抑抜突、上段半身捕突
脊小手捕、刀杖捕
刀杖逆捕、絶命膝砕
絶命裏捕、頬當抜身捕
擦違抜身捕、上段蹴込捕
後襟伏捕
同太刀切結　　十本
抜合變化、抜打胴返鎬伏
霞胴上段切返鎬抜
抜打鎬流鍔止、抜突避切込
上段切込一文字翻突
追打避切返上段打
切込體抜小手抑
霞切體抜上段打
抜突抜柄頭當
小太刀切結　　九本
潜小手落面突、飛翻小手落面突、左入小手落
體抜首落、膝落一文字突、左入眞向打
抜打左體翻入突、霞胴打突、突抜打
懐剣太刀仕合
不動體影抜打、切込抜面突、切込左抜小手抑首掻
切込潜胴掻、突抜掻、切返抜胴刺、双手打抜小手落
霞抜小手抑、電閃打抜小手抑、切込翻抜小手掻
薙刀
五行之位　表裏　十本
打合型　　十本
棒
半棒捕　十三本
突棒振捕、突棒隻手曳捕、突棒双手曳捕、突棒面當捕
突棒胯當捕、落棒前曳捕、落棒横曳捕、下棒順捕
下棒逆捕、横棒双手振捕、横棒返面當捕、鐘木抑捕
横棒脈離伏捕
棍棒捕　　六本
撥上捕、脈捻捕、面當捕
隻手捻捕、双手捻捕、心突捕
柔術
初段抜手術　　十九本
抜手、抜手返、右捕、左捕
腕茂、突下、突上、腕折
胸拂、突返、腕突、小手返
脈逃、振拂、指脱
序段抜手術　　十九本（初段抜手術の変化）
振拂抜手術　　十九本（初段抜手術の変化）
初段坐術　　　十二本
小手引締、腕折締、廻込締、一文字
抱込、小手返、首伏、體落締
抛伏、踏込締、胃突締、逆返
中段坐術　　　二十五本
抱下締、肩引捕、打込、蹴込鱗、突手
對手、打伏、貫、脊負投、甲返腕折
首締、振手、紋所、蹴込首締、逆捕方
抑目塞、𣠽抑、𣠽伏、抜合、小太刀捕
後捕、壁捕、小手搦捕、天捕、地捕
中段立合術　　三十六本
𣠽引脊負投、𣠽捕、𣠽投
切形、擦違、切附、鍔打
上段切附表捕、上段切附裏捕
後帯捕、後襟捕、前帯捕
首投、胴投、打伏、捕方
貫、引倒、髪捕變化逆襟
添捕、座天秤、追駈、突倒
脊負投、太刀投捨、太刀捕方
突隻手車、立天秤、前襟捕
無手投捨、太刀突輾
振手變化肩攻腕、謀捕
大上段絶命、抜合、天地
上段逆手術　　　九本
上段體抜捕　　　十本
立合小太刀捕　三十五本